# André Jacowski
André Jacowski est un footballeur international français d'origine polonaise, né le 5 décembre 1922 (ou 1921 selon l'état civil) à Wiatowice (Powiat de Wieliczka) en Pologne. Il est décédé le 5 février 2002 à Reims (Marne). Il était défenseur,  principalement au Stade de Reims.

## Carrière de joueur
- Arago sport orléanais ( France) (formation-1945)
- Stade de Reims ( France) (1945-1953)
- RC Paris ( France) (1953-1954)
- VS Chartres ( France) (entraineur, 1954-1958)

## Palmarès
- Champion de France en 1949 et en 1953 (avec le Stade de Reims)
- Vainqueur de la Coupe de France en 1950 (avec le Stade de Reims)
- Vainqueur de la Coupe Latine en 1953 (avec le Stade de Reims)
- International A  en 1952 (2 sélections)
- 190 matches et 2 buts en division 1